# دلفين دل الخنزيري
دلفين دل الخنزيري (الاسم العلمي: Phocoenoides dalli) هو نوع من الحيتانيات، يتبع جنس الخنزيراوية ‏.